# Voodoo (Lied)
Voodoo ist ein Lied der US-amerikanischen Rockband Godsmack. Es ist die dritte Single-Auskoppelung aus ihrem Debütalbum Godsmack.

## Entstehung
Das Lied wurde vom Sänger Sully Erna und dem Bassisten Robbie Merrill geschrieben. Die Inspiration holte sich Sully Erna, nachdem er den Film Die Schlange im Regenbogen von Wes Craven sah. Andere Interpretationen nach würde das Lied von seiner Heroinsucht handeln.  Jedoch erklärte Sully Erna in einem Interview aus dem Jahre 2004, dass Voodoo und I Stand Alone die einzigen Lieder wären, die nicht aus einer persönlichen Sicht geschrieben wurden. Für das Lied wurde ein Musikvideo gedreht, bei dem Dean Karr Regie führte. Das Video zeigt Hexen, darunter Laurie Cabot, die mit Schwertern ein Ritual aufführen. Ein nackter Gorgone tanzt dazu, was Teil des Rituals ist. Zombies steigen aus einem Fluss und wandern durch einen Wald. Die Band spielt das Lied in einem Maisfeld.
Das Lied Voodoo erschien erstmals auf dem am 28. Juli 1997 in Eigenregie erschienenen Album All Wound Up. Ein Jahr später wurde dieses Album neu gemischt und unter dem Titel Godsmack neu veröffentlicht. Dabei wurde die von Sully Erna gesprochene Einleitung mehr in den Vordergrund gemischt. In beiden Fällen wird Voodoo als das letzte Lied aufgeführt. Nach etwa zwei Minuten Stille folgt jedoch mit Witch Hunt ein Hidden track. Der TV-Sender MTV nutzte das Intro des Liedes für die Sendung Fear. Auf ihrem vierten Studioalbum IV veröffentlichten Godsmack mit Voodoo Too eine Fortsetzung.

## Titelliste
1. Voodoo – 4:40
2. Witch Hunt – 2:23
3. Bad Magick – 4:14
4. Goin’ Down – 3:27
5. Voodoo (Demo) – 4:40

## Rezeption
Auch wenn sich Voodoo nicht in den Charts platzieren konnte, gehört das Lied zu den erfolgreichsten Singles der Band. Im März 2015 erhielt die Single für mehr als eine Million verkaufte Einheiten Platin. Das US-amerikanische Onlinemagazin Loudwire veröffentlichte im April 2015 eine Liste mit den zehn besten Liedern von Godsmack. In dieser Liste erreichte Voodoo Platz fünf.